# Aulotrachichthys sajademalensis
Aulotrachichthys sajademalensis is een straalvinnige vissensoort uit de familie van de zaagbuikvissen (Trachichthyidae). De wetenschappelijke naam van de soort is voor het eerst geldig gepubliceerd in 1979 door Kotlyar.